# 1992 EQ27
1992 EQ27 är en asteroid i huvudbältet som upptäcktes den 4 mars 1992 av UESAC vid La Silla-observatoriet.
Den tillhör asteroidgruppen Koronis.